# Rynek w Kazimierzu (obraz Stanisława Masłowskiego)
Rynek w Kazimierzu – obraz akwarelowy polskiego malarza Stanisława Masłowskiego z roku 1899 znajdujący się (2022) w zbiorach Muzeum Narodowego w Warszawie. Nr ident.: „Rys.Pol.4624 MNW” – dział: Kolekcja rysunku polskiego, sygn.: „ST. MASŁOWSKI.|w Kazimierzu 900”, właściciel Muzeum Narodowe w Warszawie.

## Opis
Omawiana akwarela jest widokiem na Rynek w Kazimierzu Dolnym zapewne w dniu targowym, na tle bruku z kamieni polnych i architektury, a zwłaszcza fasad popularnych zabytkowych, renesansowych kamienic Przybyłow („pod Św. Mikołajem i Św. Krzysztofem) – w głębi. Obraz jest utrzymany na ogół w jasnym, ciepłym kolorycie – kremowym, żółtawym, jasnobrązowym, z którym kontrastuje chłodny błękit, bezchmurnego nieba. Zwraca on uwagę drobiazgowym, realistycznym, niemal dokumentalnym potraktowaniem szczegółów – osób, rysów twarzy, ubiorów, koni, zaprzęgów, wozów konnych, nawet szyldów nad wejściem do sklepów.
Obraz był malowany z okna jednej z nieistniejących później kamienic rynku w Kazimierzu nad Wisłą w 1899 roku. Na Wystawie światowej w Paryżu w 1900 roku został odznaczony brązowym medalem, a następnie reprodukowany barwnie w „Albumie malarstwa polskiego”, [1900], wyd. Arcta w Warszawie, ze wstępem Tadeusza Jaroszyńskiego, w Tygodniku Ilustrowanym, 1902, półr.I, s. 411 i w „Sztukach Pięknych” 1926. Był też wielokrotnie wystawiany. Do 1944 roku był własnością adw. Kalinowskiego w Warszawie.

## Dane uzupełniające
Zachował się interesujący dokument dotyczący akwareli Masłowskiego „Rynek w Kazimierzu”. Są to fragmenty opublikowanego w 1958 roku „Pamiętnika malarza” kolegi Masłowskiego, Mariana Trzebińskiego. W rozdziale VIII (1895–1902) pt. „Ze wspomnień o Stanisławie Masłowskim” – pisał on: [...] ”gdy Towarzystwo Artystyczne urządzało w Zachęcie wystawę zbiorową, weszło na salę dwóch panów z posłańcem, który dźwigał duży obraz. 'Tu nikomu wchodzić nie wolno’ – zaprotestował jeden z urządzających (Hipolit Marczewski – rzeźbiarz) – 'Mnie wolno – usłyszeliśmy odpowiedź – bom ja wystawca, ten pan to mój przyjaciel, a oto mój obraz. Tu ma wisieć’ – i pokazał fajką miejsce na ścianie. Jako członek zarządu Tow. Artystycznego byłem świadkiem tej sceny i zainteresowałem się obrazem. Był to „Rynek w Kazimierzu”, obraz znany potem z wielu reprodukcji, a jego autor Stanisław Masłowski, starszy już o dobrych kilka lat, z lekka siwizną przyprószonym włosem. Obraz utkwił mi w pamięci, zarówno, jak i cała ta scena. Zacząłem nawet myśleć, czyby nie warto pojechać do Kazimierza na studia.” [...]
Obraz był omawiany i recenzowany w wielu publikacjach.
Omawiał go (1960) Tadeusz Dobrowolski pisząc: „Spośród kompozycji pejzażowo-rodzajowych ze szczególnie ulubionym motywem jarmarku wyróżnia się niewątpliwie 'Targ w Kazimierzu' (ryc. 176) z renesansowymi fasadami w głębi rynku i tłumnym, mozaikowo traktowanym sztafażem przed nimi, który świadczy o tym, że jeszcze w okresie naszego impresjonizmu ulegał artysta pewnym sugestiom rodzimej tradycji, że jego tematyka, a w pewnej mierze i forma nawiązywała niekiedy do dziedzictwa Canaletta, Piwarskiego i Juliusza Kossaka.”
Halina Cękalska-Zborowska w swej książce: „Wieś w malarstwie i rysunku naszych artystów”, zamieściła na temat tego obrazu następujące uwagi: [...] „W latach 1898–1899 powiększa [artysta] zresztą niewielką liczbę swoich prac rodzajowych o motywy targu w małych miasteczkach, o motywy często spotykane od czasów Norblina i tworzące już cały wątek w naszym malarstwie. Sceny te miały i dla Masłowskiego ogromny powab, o czym świadczy 'Targ w małym miasteczku’ z 1898 r. i 'Rynek w Kazimierzu' z 1899 r. Za ‘Rynek w Kazimierzu’ dostał artysta w Paryżu brązowy medal.” [...]
W dalszym ciągu cytowana autorka zwracała uwagę, że malarz – pracując przez wiele tygodni wyłącznie w plenerze – w sposób zdyscyplinowany – poparty „doświadczeniem i odkryciami poprzednich lat” – potrafił na płaszczyźnie akwareli pogodzić realistyczną, chociaż „transponowaną” wierność rzeczywistości, z dekoracyjnym układem całego obrazu. Podkreślała, że była to jego świadomie zaplanowana koncepcja plastyczna dekoracyjnego kształtu, koloru i linii. Podkreślała ogromne wyczucie w proporcjach między partiami bogatego „ornamentu”, w niewielkich formach – z jednej strony – i „partiami większych jednolitych płaszczyzn” – z drugiej strony. Wszystkie części ornamentu są – jej zdaniem – traktowane równie precyzyjnie i szczegółowo, niezależnie od przestrzennego planu. Dotyczy to – po pierwsze – „bogatego układu ludzi, koni, wozów, towarów wystawionych na sprzedaż, kamieni bruku na bliskich planach”, a – po drugie – fasad kamienic na dalszych planach. Poszczególne formy – według autorki – są, na płaszczyźnie obrazu, określone za pomocą plamy dekoracyjnej. Poszczególne kształty zostały przy tym potraktowane indywidualnie. Dominujące znaczenie ma, w tym realistycznym potraktowaniu szczegółów, linia opisująca figury ludzi i zakreślająca ich granice, w postaci kół albo elips i tworząca „skomplikowane sploty na całej powierzchni” [...] obrazu. Takim zabiegom formalnym towarzyszą – według cytowanej autorki – znajoma, bliska i specyficzna treść i atmosfera powszednia, jako rezultat bezpośrednich wrażeń i przeżyć artysty.
Uwagi na temat omawianego obrazu opublikował (1957) również syn artysty, historyk sztuki, w swym opracowaniu materiałowym dotyczącym życiorysu i twórczości ojca. Pisał on (1957): [...] „'Rynek w Kazimierzu', znany, barwnie reprodukowany odznaczony na wystawie paryskiej w 1900 roku? [...] jest niewątpliwym dokumentem obserwacji.” Twierdził dalej, że miał, w zasadzie, rację krytyk Szczęsny Rutkowski, kiedy pisał: „Żaden z jego obrazów może nie jest tak prawdziwy, jak ta największa z jego dotychczasowych akwarel, malowana z okna jednej z kamienic rynku. Domy, baby, Żydzi, chłopi, wózki, stragany, kury, gęsi, psiaki, nawet napisy szyldów – wszystko, co widział, odmalował na papierze bez śladu namysłu, bezpośrednio, jaskrawo, zdecydowanie. Pozorne niezgrabności i suchości zlewają się w zadziwiająco żywą, prawie ruszającą się całość”. [...]
Kontynuując swe rozważania, cytowany autor przyznawał słuszność krytykowi jednak pod warunkiem uzupełnienia, że „'Targ w Kazimierzu' nie jest impresją, lecz przemyślaną kompozycją natury o wyraźnie dekoracyjnych założeniach.” Jest ona – jego zdaniem – równocześnie bardzo realistycznym, wiernym i prawdziwym, dokumentem, a zarazem zupełnie świadomym odejściem od realizmu z okresu 'Wędrowca', a nawet z lat 1890-tych.
Decyduje o tym – według niego – „płaskość i płaszczyznowość formy i dekoracyjność koloru [...] tego nowoczesnego targu Masłowskiego”. Kontynuując twierdził: [...] „cała ta duża kompozycja była robiona całkowicie z natury, w plenerze, z bezpośredniością autentycznej obserwacji. O ile pamiętam z opowiadań domowych, obraz powstawał w dwóch partiach. Naprzód robił malarz trudną architekturę, a potem chwytał stopniowo sceny z targu. Praca nad nim trwała parę tygodni. Pankiewicz chwaląc obraz wyraził opinię, że pierwsze plany są za mało skończone w stosunku do tła architektonicznego.”
Obraz był reprodukowany w:
- Album malarstwa polskiego, 50 tablic barwnych, 1900, wyd. Arcta w Warszawie, ze wstępem Tadeusza Jaroszyńskiego
- „Tygodnik Illustrowany”, 1902, półr.I, s. 411 – jako ilustracja zatytułowana „Rynek w Kazimierzu Dolnym”[8]
- „Sztuki Piękne” 1926

## Literatura
- Halina Cękalska-Zborowska: „Wieś w malarstwie i rysunku naszych artystów”, Warszawa 1969, Ludowa Spółdzielnia Wydawnicza
- Tadeusz Dobrowolski: Nowoczesne malarstwo polskie, t. II, Wrocław – Kraków, 1960, wyd. Zakład Narodowy im. Ossolińskich – Wydawnictwo
- Ludwik Grajewski: Bibliografia ilustracji w czasopismach polskich XIX i pocz. XX w. (do 1918 r.), Warszawa 1972, Państwowe Wydawnictwo Naukowe
- Stanisław Masłowski: Materiały do życiorysu i twórczości, oprac. Maciej Masłowski, Wrocław 1957, Ossolineum
- Marian Trzebiński: Pamiętnik malarza, Wrocław 1958, Wydawnictwo „Ossolineum”
- Album malarstwa polskiego, 50 tablic barwnych, [1900], wyd. Arcta w Warszawie, ze wstępem Tadeusza Jaroszyńskiego
- „Tygodnik Illustrowany”, 1902, półr.I, s. 411
- „Sztuki Piękne”, 1926